# Ant-Man i Wasp: Kvantumanija
Ant-Man i Wasp: Kvantumanija američki je dramski film iz 2023. redatelja Peytona Reeda.
Temeljen na dva istoimena lika Marvel Comicsa, Ant-Man i Hank Pym, ujedno nastavak filma Ant-Man i Wasp (2018.) i tridesetiprvi film u Marvel Cinematic Universeu, prvi u takozvanoj fazi 5.

## Radnja
Nakon događaja u filmu Osvetnici: Završnica, Scott Lang i Hope van Dyne, zajedno sa Scottovom kćeri Cassie Lang i Hopeinim roditeljima, Henry "Hank" Pym i Janet van Dyne, slučajno su se našli zarobljeni u kvantnom području i morat će se suočiti s novim neprijateljem, Kangom Osvajačem.

## Glumačka postava
- Paul Rudd kao Scott Lang / Ant-Man
- Evangeline Lilly kao Hope van Dyne / Wasp
- Jonathan Majors kao Kang Osvajač
- Michelle Pfeiffer kao Janet van Dyne
- Michael Douglas kao Henry "Hank" Pym
- Kathryn Newton kao Cassie Lang
- David Dastmalchian kao Veb
- William Jackson Harper kao Quaz
- Katy O'Brian kao Jentorra
- Bill Murray kao Lord Krylar

## Produkcija

### Razvoj
U srpnju 2018., neposredno prije objavljivanja Ant-Mana i Waspa, redateljica Peyton Reed izrazila je interes za režiju trećeg filma s Ant-Manom i Waspom u glavnim ulogama, otkrivajući da je Marvel Studios također zainteresiran za projekt. Snimanje filma najavljeno je u studenom 2019., kada je Reed potpisao ugovor kao redatelj, i potvrđeni su povrati iz prethodnih filmova Paula Rudda kao Scott Lang/Ant-Man, Evangeline Lilly kao Hope van Dyne/Wasp, i Michaela Douglasa kao Henry "Hank" Pym. Jeff Loveness angažiran je da napiše scenarij na kojem je počeo raditi u travnju 2020.

### Predprodukcija
U rujnu 2020. godine Jonathan Majors najavljen je kao negativac Kang Osvajač, a u prosincu Michelle Pfeiffer potvrdila je svoj povratak kao Janet van Dyne. Istog mjeseca Kevin Feige otkrio je službeni naslov filma, Ant-Man and the Wasp: Quantumania, potvrđujući povratak Rudda, Lilly, Douglasa, Pfeiffera i uloge majora, te najavljujući da se Kathryn Newton pridružila glumačkoj postavi kao Cassie Lang. Krajem prosinca 2020. scenarist Jeff Loveness otkrio je da je isporučio prvi nacrt scenarija.

### Snimanje
Turski ministar kulture i turizma objavio je 4. veljače 2021. da je snimanje započelo u regiji Kapadocija, dok je glavno snimanje započelo 26. srpnja 2021. u Studiju Pinewood u Engleskoj i završilo 23. studenoga 2021. U listopadu 2021. godine Bill Murray otkrio je da je snimio nekoliko scena za film.

### Postprodukcija
U rujnu 2022. objavljeno je da će se Randall Park vratiti iz prethodnog Ant-Manovog filma, ponovno kao Jimmy Woo, dok je u studenom potvrđen i povratak Davida Dastmalchiana, ali u drugoj ulozi, kao Veb. U siječnju 2023. otkrivene su uloge Billa Murrayja, Williama Jacksona Harpera, Katy O'Brian, koji glume Lorda Krylara, Quaza, Jentorru i Coreyja Stolla kao MODOK-a.

### Glazba
Glazbu za film skladao je Christophe Beck, koji je skladao soundtrackove za dva prethodna filma Ant-Mana.

## Promocija
Prvi najavni trailer za premijerno je prikazan na San Diego Comic-Con International 2022., a objavljen je na internetu 24. listopada 2022., dok je službeni trailer objavljen 10. siječnja 2023.

## Distribucija
Prvotno film je zakazan za 17. veljače 2023., a zatim 28. srpnja, datum izlaska filma ponovno je vraćen na 17. veljače 2023. u Sjedinjenim Državama. U Hrvatskoj film izlazi dan ranije, 16. veljače 2023.